# Дом здравља Градишка
Дом здравља Градишка је јавна установа у државној својини и здравствени центар у Градишки, који се налази у улици Младена Стојановића 18. Основан је 1945. године под називом Срески народни одбор Босанска Градишка.

## Историја
Основан је 1945. године као Срески народни одбор Босанска Градишка и под тим називом ради до 23. априла 1947. године. Од тада носи назив Среска здравствена станица Босанска Градишка до 28. фебруара 1953. године. Преименован је 1. марта у Дом народног здравља Босанска Градишка, 1. октобра 1966. у Медицински центар Босанска Градишка, почетком јануара 1979. године добија назив Медицински центар Босанска Градишка – Организација удруженог рада Основне здравствене заштите, почетком јануара 1982. године ради под називом Медицинско-факултетски центар Бања Лука у саставу са Медицинским центром Босанска Градишка и организацијом удруженог рада Дом здравља Босанска Градишка. Данашњи назив Дом здравља Градишка носи од 25. октобра 1994. године.
Године 2019. поводом Међународног дана особа са инвалидитетом Координациони одбор инвалидних удружења града Градишка им је у Културном центру Градишка уручио захвалницу за пружену помоћ, 2020. поводом Дана бораца Републике Српске су добили захвалницу за допринос у раду Градске борачке организације Градишка и учешће у помагању припадницима борачких категорија и 2021. им је одликовање „Медаља заслуга за народ” од Министра здравља и социјалне заштите Републике Српске у Административном центру Владе Републике Српске у Бања Луци, поводом Дана Републике Српске, уручила председница Републике Српске Жељка Цвијановић.
Садржи Службу породичне медицине, Службу хитне медицинске помоћи, Консултативно–специјалистичку службу педијатрије, гинекологије и РТГ дијагностике, Хигијенско–епидемиолошку службу, Службу лабораторијске дијагностике, Стоматолошку службу, Центар за заштиту менталног здравља, Центар за физикалну рехабилитацију у заједници, Службу за правне, кадровске и опште послове, Службу за економско–финансијске послове и јединицу за контролу квалитета.